# Communauté de communes du Pays de Sainte-Hermine
Die Communauté de communes du Pays de Sainte-Hermine ist ein ehemaliger französischer Gemeindeverband mit der Rechtsform einer Communauté de communes im Département Vendée in der Region Pays de la Loire. Sie wurde am 28. Dezember 1992 gegründet und umfasste zwölf Gemeinden. Der Verwaltungssitz befand sich im Ort Sainte-Hermine.

## Historische Entwicklung
Mit Wirkung vom 1. Januar 2017 fusionierte der Gemeindeverband mit
- Communauté de communes du Pays Mareuillais,
- Communauté de communes des Isles du Marais Poitevin sowie
- Communauté de communes du Pays Né de la Mer

und bildete so die Nachfolgeorganisation Communauté de communes Sud Vendée Littoral.

## Ehemalig Mitgliedsgemeinden
1. La Caillère-Saint-Hilaire
2. La Chapelle-Thémer
3. La Jaudonnière
4. La Réorthe
5. Saint-Aubin-la-Plaine
6. Saint-Étienne-de-Brillouet
7. Sainte-Gemme-la-Plaine
8. Sainte-Hermine
9. Saint-Jean-de-Beugné
10. Saint-Juire-Champgillon
11. Saint-Martin-Lars-en-Sainte-Hermine
12. Thiré

## Aufgaben
Zu den Hauptaufgaben des Gemeindeverbandes zählte die Wirtschaftsförderung, der Umweltschutz sowie die Unterhaltung der Sport- und Kultureinrichtungen sowie der Schulen.